# Puigdàlber
Puigdàlber – gmina w Hiszpanii, w prowincji Barcelona, w Katalonii, o powierzchni 0,41 km². W 2011 roku gmina liczyła 535 mieszkańców.